# Oscaruddelingen 5. november 1930
Oscaruddelingen 5. november 1930 var den tredje oscaruddeling, hvor de bedste film fra 1929 og 1930 blev æret med en oscarstatuette af Academy of Motion Picture Arts and Sciences
Uddelingen fandt sted 5. november 1930, på The Ambassador Hotel i Los Angeles, USA. For første gang deltog alle akademiets medlemmer i afstemningen, hvor det tidligere havde været et dommerpanel.
Intet nyt fra vestfronten blev den første film der vandt en oscar for både bedste film og bedste instruktør,
noget der ville blive mere normalt i fremtidige uddelinger. 
Prinsgemalen fik 6 nomineringer, det største antal nogensinde på det tidspunkt, men vandt ingen oscars.
Oscar for Bedste lydoptagelse blev uddelt for første gang, og var den første nye kategori der blev indført siden den første uddeling.

## Nominerede og vindere
| Bedste film | Bedste instruktør |
| --- | --- |
| - Intet nyt fra vestfronten - Mennesker bag Gitret - Disraeli - Utro - Prinsgemalen | - Lewis Milestone – Intet nyt fra vestfronten - Clarence Brown – Anna Christie - Clarence Brown – Romantik - Robert Z. Leonard – Utro - Ernst Lubitsch – Prinsgemalen - King Vidor – Hallelujah                      |
| Bedste mandlige hovedrolle | Bedste kvindelige hovedrolle |
| - George Arliss – Disraeli - George Arliss – Den grønne Gudinde - Wallace Beery – Mennesker bag Gitret - Maurice Chevalier – Hendes franske Forlovede - Maurice Chevalier – Prinsgemalen - Ronald Colman – Kaptajn Bulldog Drummond - Ronald Colman – Straffekolonien - Lawrence Tibbett – Zigøjner-Kærlighed | - Norma Shearer – Utro - Nancy Carroll – The Devil's Holiday - Ruth Chatterton – Sarah and Son - Greta Garbo – Anna Christie - Greta Garbo – Romantik - Norma Shearer – Fædrenes Synd - Gloria Swanson – Gabestokken |
| Bedste manuskript | Bedst lydoptagelse |
| - Mennesker bag Gitret – Frances Marion - Intet nyt fra vestfronten – George Abbott, Maxwell Anderson and Del Andrews - Disraeli – Julien Josephson - Utro – John Meehan - Street of Chance – Howard Estabrook                                                                                                | - Mennesker bag Gitret – Douglas Shearer - Sergent Grischa – John E. Tribby - Prinsgemalen – Franklin Hansen - Raffles - Amatørtyven – Oscar Lagerstrom - The Song of the Flame – George Groves                      |
| Bedste fotografering | Bedste scenografi |
| - Med Byrd til Sydpolen – Joseph T. Rucker and Willard Van der Veer - Intet nyt fra vestfronten – Arthur Edeson - Anna Christie – William H. Daniels - Giganternes Kamp – Tony Gaudio and Harry Perry - Prinsgemalen – Victor Milner                                                                          | - Jazzkongen – Herman Rosse - Kaptajn Bulldog Drummond – William Cameron Menzies - Prinsgemalen – Hans Dreier - Sally – Jack Okey - Hvis jeg var konge – Hans Dreier                                                 |

### Bedste produktion
- Universal Studios for Intet nyt fra vestfronten

## Eksterne Hemvisninger
- Oscars hjemmeside